# 아만다 레아
아만다 리어(Amanda Lear)는 프랑스의 배우이자 가수이다.